# Simeon O. Valerio
Simeon O. Valerio SVD (* 21. April 1918 in Binmaley; † 23. Juni 2003) war Apostolischer Vikar von Calapan.

## Biografie
Simeon O. Valerio trat der Ordensgemeinschaft der Steyler Missionare bei und empfing am 16. Juni 1946 die Priesterweihe. Papst Paul VI. ernannte ihn am 26. November 1973 zum Apostolischen Vikar von Calapan und Titularbischof von Mimiana.
Die Bischofsweihe spendete ihm der Apostolische Nuntius in Philippinen, Bruno Torpigliani, am 26. Januar des nächsten Jahres; Mitkonsekratoren waren Federico G. Limon SVD, Erzbischof von Lingayen-Dagupan, und  Wilhelm Josef Duschak SVD, emeritierter Apostolischer Vikar von Calapan.
Von seinem Amt trat er am 26. September 1988 zurück.